# Kraj Drage
Kraj Drage – wieś w Chorwacji, w żupanii istryjskiej, w gminie Sveta Nedelja. W 2011 roku liczyła 49 mieszkańców.